# Gradziński Cove
Die Gradziński Cove (polnisch Zatoka Gradzihskiego) ist eine Bucht von King George Island im Archipel der Südlichen Shetlandinseln. Sie liegt südlich des West Foreland auf der Westseite der Fildes-Halbinsel.
Polnische Wissenschaftler benannten sie nach dem Geologen Ryszard Gradziński, Leiter der von 1980 bis 1981 durchgeführten polnischen Antarktisexpedition. Lage und Beschreibung lassen darauf schließen, dass es sich um dieselbe Bucht wie die See-Elefanten-Bucht handelt. Entsprechendes gilt für eine Bucht, die chinesische Wissenschaftler 1986 Huangjin Wan (chinesisch 黄金湾 ‚Goldene Bucht‘) benannten.